# Gazomia Stara
Gazomia Stara – wieś w Polsce położona w województwie łódzkim, w powiecie piotrkowskim, w gminie Moszczenica.
W Gazomii Starej urodził się Jerzy Szymczyk, polski siatkarz, trener, nauczyciel akademicki, olimpijczyk z Meksyku 1968.

## Historia
Wieś biskupstwa włocławskiego w powiecie piotrkowskim województwa sieradzkiego w końcu XVI wieku. W latach 1954–1968 wieś należała i była siedzibą władz gromady Gazomia Stara, po jej zniesieniu w gromadzie Moszczenica. W latach 1975–1998 miejscowość administracyjnie należała do województwa piotrkowskiego.
W 1370 roku Zbilut, biskup kujawski, wydał w Raciążu przywilej Piotrowi z Zakrzewa na sołtystwo, dla osadzenia wsi na obszarze lasu biskupiego, zwanym „Gazomia”. Taką też nazwę wieś przyjęła. Na podstawie tego przywileju osadnicy mieli mieć 12 wolności i po ich upływie płacić mieli 12 groszy czynszu z łanu. Znamy nazwiska tych sprzed prawie pięciuset lat. W 1534 roku wieś zamieszkiwali gospodarze: Ćmierzowa, Grzanka, Niedźwiedź, Przybył, Pirkowicz, Michałowicz, Swiezek, Klepacz, Wiadro, Zirek, Dupany, Barteczek i Zaremba. We wsi była gospoda. W 1829 roku wieś, własność rządowa, liczyła 32 domy i miała 218 mieszkańców.
Nieco później, prawdopodobnie w I połowie XIX wieku, na południe od starej (jeszcze nie z nazwy) Gazomi, powstaje kolonia Gazomia (nazywana też Gazumia), gdzie osiedla się wielu mieszkańców narodowości niemieckiej. Na początku XX wieku dla odróżnienia od kolonii Gazomia (Gazumia), wieś przyjmuje nazwę Starawieś Gazomia
W latach 30. XX wieku w Starej Gazomi staraniem gminy Bogusławice, do której wieś wówczas należała, i kosztem 100 000 złotych, postawiono szkołę. Wieś posiada również remizę strażacką oraz rzeczoną, uwiecznioną na zdjęciu kapliczkę, wzniesioną prawdopodobnie, jak mówi nam inskrypcja na niej umieszczona, w 1957 roku (odnowiona w roku 2000).
Sama wieś, od końca II wojny światowej funkcjonuje już pod obecną nazwą, jako Gazomia Stara.